# Théodore Aubanel
Théodore Aubanel, född 26 mars 1829 och död 1886, var en nyprovensalsk skald.
Aubanel var skattmästare i Félibreförbundet. Ur smärtan över en obesvarad kärlek föddes hans Miougrano e-tre-duberto (1860, "Det halvöppna granatäpplet"). Andra berömda verk av honom är Li fiho d'Avignoun ("Avignons döttrar"). Han skrev även dramatik som Lou pan dou pecat och Lou pastre med flera arbeten.